# Strumigenys transenna
Strumigenys transenna  (лат.) — вид мелких земляных муравьёв из подсемейства Myrmicinae. Африка: Бурунди.
Мелкие муравьи (около 2 мм) с сердцевидной головой, расширенной кзади. Обладают длинными жвалами (ширина головы HW 0,50-0,70, мандибулярный индекс MI 51-55). Максимальная длина заднего бедра > 0,80 мм. Левая мандибула с 1 предвершинным зубцом. Головной дорзум без отстоящих волосков.
Все волоски переднего края скапуса усиков изогнуты к его вершине. Плечевые углы переднеспинки с мелкими тонкими выступающими волосками.
Преокулярная выемка развита: вентролатеральный край головы вдавлен в передней части перед глазами так, что передняя часть глаз отделена от боков головы. Основная окраска желтовато-коричневая. Мандибулы длинные, узкие (с несколькими зубцами). Стебелёк между грудкой и брюшком состоит из двух члеников: петиолюса и постпетиолюса (последний четко отделен от брюшка), жало развито, куколки голые (без кокона). Специализированные охотники на коллембол. Вид был впервые описан в 2000 году английским мирмекологом Барри Болтоном.